# Futbalový štadión Levice
Futbalový štadión Levice – stadion sportowy w mieście Levice, na Słowacji. Może pomieścić 7000 widzów. Swoje spotkania rozgrywają na nim piłkarze klubu FK Slovan Levice.